# Robert de Bendère
Robert de Bendère (pseudoniem van Robert Bender) (Brussel, 11 augustus 1898 – aldaar, 22 januari 1950) was een Belgisch kunstcriticus uit het interbellum. 
Hij was van opleiding jurist en, vanuit zijn Joodse roots, een zionist.
Hij was medewerker aan het Antwerps kunsttijdschrift La Vie Artistique, aan het Gentse Gand Artistique en aan La Nervie.
Hij was de auteur van boeken in de reeks Artistes d'aujourd'hui waarvan deel 2 gewijd was aan Creten Georges, Henri Puvrez en Willem Paerels.
Verder monografieën over J. Van Looy, Jakob Smits, Jehan Frison, Alfred Delaunois (1935), Kurt Peiser, Médard Verburgh en Albert Droesbeke en ook nog de publicatie Peintres de Belgique. Ceux de demain (Kortrijk, 1928).
Zijn schrijfstijl was nogal wijdvoerig wat esthetische beschrijvingen betreft, maar zijn teksten waren doorgaans weinig rijk aan biografisch feitenmateriaal.